# Hygrophoropsidaceae
Hygrophoropsidaceae is een botanische naam, voor een familie van schimmels in de orde Boletales. De familie bestaat uit paddenstoelen die uiterlijk lamellen hebben, maar binnen de orde Boletales liggen. De familie bevat 18 soorten binnen twee geslachten: Leucogyrophana en Hygrophoropsis, met als bekendste lid de Valse hanenkam (Hygrophoropsis aurantiaca). Hygrophoropsidaceae werd in 1980 beschreven door de Franse mycoloog Robert Kühner, met Hygrophoropsis als het typegeslacht. In tegenstelling tot de meeste leden van de Boletales zijn Hygrophoropsidaceae-soorten saprofytische houtrottende schimmels die bruinrot bij hun gastheren veroorzaken. De geslachten Austropaxillus en Tapinella, hoorde ooit tot deze familie, maar worden nu geclassificeerd in respectievelijk de Serpulaceae en Tapinellaceae.